# Église Saint-Gourgon d'Avernes-Saint-Gourgon
L'église Saint-Gourgon d'Avernes-Saint-Gourgon est une église catholique située à Avernes-Saint-Gourgon, en France.

## Localisation
L'église est située dans le département français de l'Orne, dans le bourg de la commune d'Avernes-Saint-Gourgon.

## Historique
Construite aux frais de Charles Antoine de Bernard, marquis d'Avernes, l'église est achevée en 1813. Son parti architectural en brique s'explique par la présence d'une briqueterie en face du chemin communal. Elle prend place entre le presbytère et le château aujourd'hui disparu. Il s'agit d'un modèle d'édifices religieux antérieur au courant néo-classique à l'antique. Son plan à nef unique, faux transept, sacristie et chapelle des Avernes, dénote un souci de cohérence. La flèche du clocher a été reconstruite à l'identique, à la suite des dégâts de la tempête de 1999.

## Architecture
L'église est bâtie en briques, elle a gardé « l'ensemble de son agencement, y compris le dallage et la totalité des verrières ». Elle conserve également l'ensemble de son mobilier liturgique à savoir sa chaire et ses bancs d'origine, un maître-autel avec un retable peint représentant l'Annonciation. Deux autels secondaires dédiés à Saint Gorgon et à la Vierge Marie sont également présents.